# Catena Michelson
Catena Michelson - łańcuch kraterów na powierzchni Księżyca, o długości 456 km. Jego współrzędne selenograficzne to 1,24°N; 113,24°W.
Catenę nazwano od krateru Michelson, nazwa została zatwierdzona przez Międzynarodową Unię Astronomiczną w roku 1979.